# Улица Пулемётчиков
Улица Пулемётчиков — улица в городе Ломоносове Петродворцового района Санкт-Петербурга. Проходит от Краснофлотского шоссе (в 80 м западнее дома 39) на юг.
Первоначально называлась иначе — Зелёная улица. Этот топоним появился в 1900-х годах и связан с тем, что улица расположена на краю парка усадьбы графов Зубовых. Сейчас первые 90 м проходят по территории объекта культурного наследия «Парк с тремя прудами и плотиной», входящего в ансамбль «Усадьба Зубовых Отрада (Рощинское)».
В январе 1968 года Зелёную переименовали в улицу Пулемётчиков — в честь солдат 1-го Ораниенбаумского пулемётного запасного полка, принявшего участие в Февральской революции 1917 года.

## Застройка
- дом 20 — жилой дом (1973[3])